# ویرجینیا الیوت
ویرجینیا الیوت (انگلیسی: Virginia Elliott؛ زادهٔ ۲ فوریهٔ ۱۹۵۵) چابک‌سوار، و سوارکار اهل بریتانیا است.